# Erongarícuaro
Erongarícuaro är en kommunhuvudort i Mexiko.   Den ligger i kommunen Erongarícuaro och delstaten Michoacán de Ocampo, i den södra delen av landet, 270 km väster om huvudstaden Mexico City. Erongarícuaro ligger 2 080 meter över havet och antalet invånare är 5 000. Den ligger vid sjön Lago de Pátzcuaro.
Terrängen runt Erongarícuaro är kuperad åt nordväst, men åt sydost är den platt. Runt Erongarícuaro är det ganska tätbefolkat, med 108 invånare per kvadratkilometer. Närmaste större samhälle är Pátzcuaro, 14,3 km sydost om Erongarícuaro.